# 浜田剛史
浜田 剛史（はまだ つよし、1960年11月29日 - ）は、日本の元プロボクサー。本名・旧リングネーム：浜田 剛（読み同じ）。沖縄県中頭郡中城村出身。元WBC世界スーパーライト級王者。沖縄県立沖縄水産高等学校卒業。帝拳ボクシングジム所属。現在はプロボクシング解説者、健康食品会社社長。帝拳プロモーション代表。入場曲は『ヒーロー HOLDING OUT FOR A HERO』。

## 人物
浜田の育った家は総勢21人もの大所帯であった。浜田自身が7人兄弟の末っ子ということもあり、さすがに親の目が届きにくかったのか、幼いころは朝から晩まで自然の中で遊んで育った。
6歳上の実兄・雄二の影響で小学生の頃からプロボクサーを志す。雄二は近所の小学生を集めては野原でスパーリング大会をたびたびやっていたが、剛史は小学4年生でありながら6年生の相手をワンパンチで戦意喪失させるほどで、パンチ力は当時から図抜けたものであった。最後には雄二以外に相手できる者がいなくなってしまった。その雄二をして、剛史のパンチを受けたときの衝撃が高校の同級生達より凄かったと言う。中学時代からは那覇市内のボクシングジムに通った。
世界初挑戦を控えた1986年6月27日、練習中に突然視力が急落、両手の力はミネラルウォーターの栓も締められないほど低下し、階段も四つん這いでしか昇れなくなる、重度のオーバーワーク症状を経験。桑田勇トレーナーは世界戦の1週間前までの練習を一切禁止にし、全てを休養に当てるように指示。本人曰く「一日22時間眠った」末、期日には完全に回復した。
非常にストイック、真面目なボクサーで、現役時代は「ボクサーは目が命」と言って、ボクシングの試合のVTR以外はテレビを見ることなく過ごした。ただ、あまりにハードパンチャーだったため自身の身体に跳ね返ってくる反動も高く、怪我に泣かされた現役生活でもあった。それでも拳の骨折による2年間ものブランクを乗り越え世界王座奪取を果たした上、「15試合連続KO勝ち」の日本記録保持者でもある。現役を引退した今もなお、酒や煙草は一切やらず、自らが後進の手本となっている。
現役引退後は後進の指導のほか、日本テレビ「ワールドプレミアムボクシング」、WOWOW「エキサイトマッチ」など、プロボクシング中継の解説者としても活躍。解説は常に冷静かつ的確と評判が高い。日本テレビでは飯田覚士またはセレス小林（以前はファイティング原田）、WOWOWではジョー小泉とコンビを組んでいる。
2007年3月14日、帝拳プロモーション代表に就任。月刊『ボクシング・ビート』では「浜田剛史の世界トップ選手ウォッチ」として主要ボクサーの戦力分析を連載している。
2011年2月11日に公開されたボクシング映画「あしたのジョー」では解説者として出演している。

## 主な戦績
沖縄水産高3年時の1978年、インターハイ・フェザー級優勝。アマチュア通算43戦37勝 (28KO) 6敗。同校卒業後上京し、帝拳ジムに入門、同時に当時ジムのスポンサーだったKKベストセラーズに就職。
1979年5月21日、プロデビュー（2回KO勝ち）。スーパーフェザー級だった。（翌年2月全日本新人王決定戦制する）今井房男に判定で不覚を取った。
1981年7月18日のノンタイトル戦で左拳を骨折したのを皮切りに、同じ個所を4度骨折。結果として、復帰まで2年あまりを要する。
1983年8月5日、2年振りの復帰戦（2回KO勝ち）。この試合からリングネームを本名の「浜田剛」から「浜田剛史」に改める。
1984年9月9日、元WBA世界ライト級チャンピオンのクロード・ノエル（トリニダード・トバゴ）に4回KO勝ち。ムサシ中野、串木野純也、赤井英和らが保持した「12試合連続KO勝利」の記録を破る「13試合連続KO勝利」の日本新記録を樹立。
1984年12月2日、日本王座初挑戦。日本ライト級王者友成光に挑み、7回TKO勝ち。王座獲得に成功。連続KO勝利記録を14に伸ばす。
1985年4月4日、タイ国ライト級王者ダウトーン・チュワタナとのノンタイトル10回戦で2回KO勝ち。連続KO勝利記録を15に伸ばす。
1985年7月7日、東洋太平洋王座初挑戦。東洋太平洋ライト級王者ジョンジョン・パクイン（フィリピン）に挑み、12回判定勝ち。連続KO記録こそ途絶えたものの、王座獲得に成功する。しかし、この試合で今度は右膝の半月板を損傷した。11月には初防衛成功。
1986年7月24日、22戦目にして世界初挑戦。東京・両国国技館でWBC世界スーパーライト級王者レネ・アルレドンド（メキシコ）に挑む。39勝中37KOを誇る強打の王者相手に積極果敢に打ち合いを挑む。迎えた初回終了間際、右フックで王者の腰を大きく落とさせると、一気に連打を叩き込み、最後は左ストレートでダウンを奪う。王者は起き上がることができず、そのまま10カウント。3分9秒KO勝ちを収め念願の世界王座奪取に成功。
同年12月2日、初防衛戦。ロニー・シールズ（米国）と対戦するが、挑戦者のアウトボクシングの前に得意の強打を発揮することができず。苦戦を強いられたが、12回判定（2-1）勝ちを収め防衛成功。
1987年7月22日、2度目の防衛戦。前王者アルレドンドと再戦したが、6回、前王者の強打に捕まりダウン寸前に陥ったところでレフェリーストップ。世界王座を手放した。
世界王座陥落後、1勝1敗となったアルレドンドとの完全決着を期し、一時は再起に向け始動したものの、負傷を抱える右膝の具合が思わしくなく、またアルレドンドが初防衛戦で王座を手放したことも重なり、再起を果たすことなく引退。プロ通算24戦21勝 (19KO) 2敗1無効試合。

## 戦績
- プロボクシング：24戦 21勝 (19KO) 2敗 1無効試合

| 戦           | 日付           | 勝敗 | 時間 | 内容    | 対戦相手                   | 国籍                 | 備考                                  |
| ------------ | -------------- | ---- | ---- | ------- | -------------------------- | -------------------- | ------------------------------------- |
| 1            | 1979年5月21日  | ☆    | 2R   | KO      | 掛川 憲正(大星)            | 日本                 | プロデビュー戦                        |
| 2            | 1979年10月4日  | ☆    | 1R   | KO      | 村山 雅彦(三迫)            | 日本                 |                                       |
| 3            | 1979年10月23日 | ★    | 4R   | 判定3-0 | 今井 房男(三好)            | 日本                 |                                       |
| 4            | 1980年2月22日  | ☆    | 5R   | KO      | 多賀 邦夫(角海老宝石)      | 日本                 |                                       |
| 5            | 1980年4月29日  | ☆    | 1R   | KO      | 風間 勝雄(風間)            | 日本                 |                                       |
| 6            | 1980年7月1日   | ☆    | 6R   | TKO     | 登坂 静男(ピストン堀口)    | 日本                 |                                       |
| 7            | 1980年8月29日  | ☆    | 1R   | KO      | 奥山 源彦(平和)            | 日本                 |                                       |
| 8            | 1980年11月23日 | ☆    | 1R   | KO      | 峰 猛(センターS)           | 日本                 |                                       |
| 9            | 1981年2月10日  | ☆    | 8R   | KO      | 福井 武志(北陸石丸)        | 日本                 |                                       |
| 10           | 1981年5月10日  | ☆    | 2R   | KO      | ベラチャート・マハチャイ   | タイ                 |                                       |
| 11           | 1981年7月18日  | ☆    | 2R   | KO      | デオ・ラバゴ               | フィリピン           |                                       |
| 12           | 1983年8月5日   | ☆    | 2R   | KO      | マックスボーイ・ドヨゴン   | フィリピン           |                                       |
| 13           | 1983年10月14日 | ☆    | 1R   | KO      | ドミー・ソリアーノ         | フィリピン           |                                       |
| 14           | 1984年年3月1日 | –    | 6R   | NC      | ホセ・レセンデス           | メキシコ             |                                       |
| 15           | 1984年4月3日   | ☆    | 3R   | TKO     | グレッグ・トリプレット     | アメリカ合衆国       |                                       |
| 16           | 1984年7月12日  | ☆    | 1R   | KO      | ロミー・クナナン           | フィリピン           |                                       |
| 17           | 1984年9月9日   | ☆    | 4R   | KO      | クロード・ノエル           | トリニダード・トバゴ |                                       |
| 18           | 1984年12月2日  | ☆    | 7R   | TKO     | 友成 光(新日本木村)        | 日本                 | 日本ライト級タイトルマッチ            |
| 19           | 1985年4月4日   | ☆    | 2R   | KO      | ダウトーン・チューワッタナ | タイ                 | 15連続KO記録樹立                      |
| 20           | 1985年7月7日   | ☆    | 12R  | 判定    | ジョンジョン・パクイン     | フィリピン           | OPBF東洋太平洋ライト級タイトルマッチ  |
| 21           | 1985年11月3日  | ☆    | 1R   | KO      | スワルノ・ペリコ           | インドネシア         | OPBF防衛1                             |
| 22           | 1986年7月2日   | ☆    | 1R   | KO      | レネ・アルレドンド         | メキシコ             | WBC世界スーパーライト級タイトルマッチ |
| 23           | 1986年12月2日  | ☆    | 12R  | 判定    | ロニー・シールズ           | アメリカ合衆国       | WBC防衛1                              |
| 24           | 1987年7月22日  | ★    | 6R   | TKO     | レネ・アルレドンド         | メキシコ             | WBC陥落                               |
| テンプレート |                |      |      |         |                            |                      |                                       |

## 獲得タイトル
- 第32代日本ライト級王座（防衛0=返上）
- 第28代OPBF東洋太平洋ライト級王座（防衛1=返上）
- WBC世界スーパーライト級王座（防衛1）

## 受賞歴
- 年間表彰[9]
  - KO賞3度（1981年、1984年、1985年）
  - 努力賞（1983年）
  - 技能賞2度（1984年、1985年）
  - 最優秀選手賞（1986年）
  - 年間最高試合賞（1986年：レネ・アルレドンド戦）

## 出演

### 映画
- あしたのジョー（監督：曽利文彦 2011年2月11日公開）